# Gäddtjärnen (Grangärde socken, Dalarna)
Gäddtjärnen är en sjö i Ludvika kommun i Dalarna och ingår i Norrströms huvudavrinningsområde.